# Jakob Isler
Jakob Isler (* 27. Oktober 1809 in Wohlen; † 17. April 1862 ebenda; heimatberechtigt in Wohlen) war ein Schweizer Politiker und Industrieller in der Strohgeflechtbranche. Er gehörte sowohl dem Nationalrat als auch dem Ständerat an.

## Biografie
Der Enkel von Jacob Isler, der als Pionier des internationalen Handels mit Strohhüten und -geflechten gilt, absolvierte 1826/27 in Paris eine kaufmännische Ausbildung. Dort lernte er Jakob Robert Steiger kennen, dem späteren Anführer des zweiten Freischarenzugs. Nach seiner Rückkehr trat er ins väterliche Geschäft ein und übernahm bald öffentliche Aufgaben in der Gemeinde. Von 1841 bis 1847 war er Bezirksamtmann. Im Militär stieg er bis in den Rang eines Oberstleutnants auf und führte im Sonderbundskrieg eine Schützenkompanie an.
1844 wurde Isler, einer der führenden Liberalen im katholisch-konservativ geprägten Freiamt, in den Grossen Rat des Kantons Aargau gewählt. Von 1848 bis 1851 war er zusätzlich Nationalrat, von 1849 bis 1851 auch Mitglied des Aargauer Verfassungsrates. 1856 lehnte er aus Rücksicht auf Unternehmen und Familie die Wahl in die Kantonsregierung ab. 1860 liess er sich vom Grossen Rat in den Ständerat wählen, dem er bis zu seinem Tod angehörte.
Sein 1851 geborener Sohn Peter Emil Isler vertrat den Kanton Aargau ebenfalls im National- und im Ständerat.